# Cutia legalleni
A Cutia legalleni a madarak osztályának verébalakúak (Passeriformes) rendjébe és a Leiothrichidae családjába tartozó faj.

## Rendszerezése
A fajt Herbert Christopher Robinson és Cecil Boden Kloss írta le 1919-ben, az erdei timália (Cutia nipalensis) alfajaként, Cutia nipalensis legalleni néven.

## Előfordulása
Délkelet-Ázsiában, Laosz és Vietnám területén honos. A természetes élőhelye a szubtrópusi vagy trópusi hegyi esőerdők. Állandó, nem vonuló faj.

## Megjelenése
Testhossza 17,5-19,5 centiméter.

## Életmódja
Rovarokkal, magvakkal és bogyókkal táplálkozik.